# بازاردوز
بازاردوز  (ترکی آذربایجانی: Bazardüzü dağı) نام قله‌ای در مرز آذربایجان و جمهوری داغستان روسیه است. این قله با ارتفاع ۴۴۶۶ متر بلندترین قله کشور آذربایجان محسوب می شود.

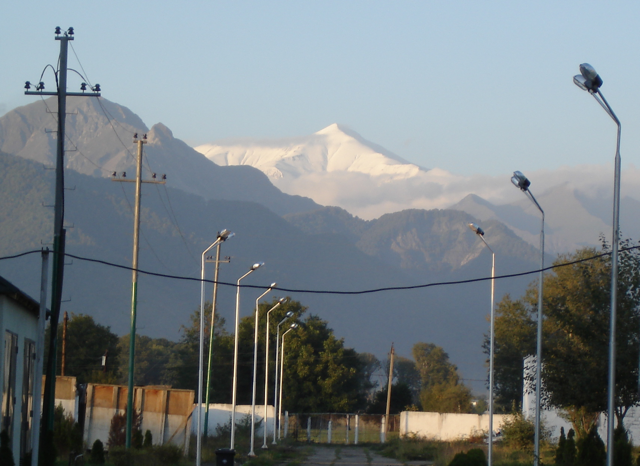
نمایی از قله بازاردوزو، از شهر قبله.